# Salomé de chacra
Salomé de chacra es una obra de teatro escrita y dirigida por el dramaturgo argentino Mauricio Kartun. Estrenada en la  Sala Cunill Cabanellas  del Teatro Municipal General San Martín en el año 2011  y repuesta en el Teatro del Pueblo durante el año 2012.

## Argumento
La historia de la obra está basada en la historia bíblica de  Salomé, al igual que la obra de teatro de Oscar Wilde, pero ubicada esta vez por Mauricio Kartun en la pampa local durante el día anual de faena.

## Título de la obra
El nombre de la obra proviene de un juego de palabras entre "Salame de Chacra" y la imaginación del autor. Al ver esto escrito en una pared, se le vino a la mente el concepto de una versión del mito de Salomé, inspirado a la vez por un recuerdo de la obra de Oscar Wilde

## Filme
En 2013 se estrenó la película documental Kartun, el año de Salomé, referida a la obra y personalidad de Kartun, centrada en el proceso de creación de esta obra.